# Accuracy International Arctic Warfare
Accuracy International Arctic Warfare är ett repetergevär efter låskolvsprincipen, designat av Accuracy International. Den har visat sig vara populär som civilt, polisiärt och militärt sedan den introducerades på 1980-talet.

## Historia
Accuracy International PM (Precision Marksman) gevär antogs av Storbritannien i början av 1980-talet för att ersätta Lee-Enfield-prickskyttegeväret som då användes av Brittiska armén. Accuracy Internationals namn för geväret var PM; armén kallade den L96A1. Den valdes över Parker-Hale M85.
Några år senare var svenska armén ute efter ett nytt gevär och då gick Accuracy International in med ett uppgraderat vapen som kallades AW eller Arctic Warfare. Detta var starten för namnet Arctic Warfare, som skulle bli det primära namnet för gevärsfamiljen trots sina tidigare namn.
Geväret hade nu förmåga att kunna användas effektivt vid temperaturer ner till -40 °C. Hålet i kolven, låskolven, magasinsläppet och avtryckaren på AW:n var tillräckligt stora för att kunna användas med stora vintervantar. Den här versionen antogs av Sverige år 1988 som Psg 90.
Sedan dess har en hel familj av vapen tagits fram under namnet Arctic Warfare och har köpts in av flera länder såsom Australien, Belgien, Tyskland, Nederländerna och Singapore. Andra AI-gevär som baseras på L96A1 är AI AE och AI AS50.

## Användare
- Armenien -  L96A1 och AX-338 används av armé specialstyrka
- Australien - beteckning SR98
- Bangladesh - Bangladeshs standardprickskyttegevär
- Belgien
- Storbritannien - L96A1, L118A1 & AWC (22SAS)
- Indien
- Indonesien - AW och AWP
- Irland
- Italien
- Lettland
- Nordmakedonien
- Malaysia
- Norge
- Nederländerna - Korps Commandotroepen
- Portugal
- Ryssland
- Singapore
- Sri Lanka
- Spanien
- Sverige - L96A1 AW eller Psg 90
- Ukraina - används av specialförbandet "Alpha" ur underrättelsetjänsten SBU.
- USA - SFOD (Delta), US Navy SEAL